# L'americà tranquil
L'americà tranquil (a l'anglès original The Quiet American) era la primera adaptació al cinema de la novel·la homònima de Graham Greene, estrenada el 1958. Aquesta pel·lícula ha estat doblada al català.

La pel·lícula, dirigida per Joseph L. Mankiewicz i protagonitzada per Audie Murphy, Michael Redgrave, i Giorgia Moll, va ser ben rebuda per la crítica, tot i no ser un èxit de taquilla.
El guió cinematogràfic va ser escrit per Mankiewicz, amb aportacions no reconeguda als crèdits de l'oficial de la CIA Edward Lansdale, que es deia sovint que era l'inspirador del personatge "Pyle", que interpretava Murphy.
La pel·lícula també es va dedicar a Ngo Dinh Diem, el president del Vietnam del Sud – amb suport dels EUA - que va prendre possessió poc després de la publicació de la novel·la. En un Hollywood encara recuperant-se de la llista negra de comunistes americans, la pel·lícula obria la controvèrsia i Graham Greene estava furiós per com el seu missatge antiguerra va ser esborrat, i definia la pel·lícula de Mankiewicz com "propaganda".

## Argument
Saigon durant el 1952. Les forces d'alliberament nacional vietnamites estan preparant vagues contra les normes colonials franceses. La pel·lícula es desenvolupa en el marc d'un melodrama complex i un assassinat misteriós amb fons polític.
La pel·lícula comenta amb la premissa de Greene al final del llibre, salvant la culpabilitat moral de Pyle, i descrivint els comunistes com els responsables dels actes terroristes que, a la novel·la, eren provocacions dels anticomunistes. Això li treia el sentiment antiamericà del llibre. És també important notar que a la pel·lícula no es permetia a Fowler recuperar Phuong al final.